# Шатило Іван Броніславович
Іван Броніславович Шатило (біл. Іван Браніслававіч Шаціла; 1910, Талька — 12 лютого 1977, Мінськ, Білоруська РСР) — білоруський актор театру та кіно, Народний артист БРСР.

## Біографія
Закінчив драматичні курси імені Ф. Дзержинського у 1932 році. У 1932–1961, 1967–1971 роках працював у театрі імені Янки Купали, а в 1961–1967 роках — у театрі імені Максима Горького.
Серед театральних ролей: Григорій в «Партизанах» К. Кропиви, Яким Сорока у «Павлінці» Янки Купали, Микола Верес у «Співають жайворонки» К. Кропиви, Олега Кошового у «Молодій гвардії» за А. Фадєєвим і інш.
Знімався у фільмах «Хто сміється останнім», «Кохання треба берегти», «Співають жайворонки», «Перші випробування», «Вулиця молодшого сина», «Москва—Генуя», виступав читцем на Білоруському радіо, бере участь в радіопостановках.